# Ивановка (Карловский район)
Ивановка (укр. Іванівка) — посёлок,
Карловский городской совет,
Карловский район,
Полтавская область,
Украина.
Код КОАТУУ — 5321610101. Население по переписи 2001 года составляло 397 человек.

## Географическое положение
Посёлок Ивановка находится у истоков реки Мокрая Липянка,
ниже по течению на расстоянии в 2 км расположено село Липянка.

## Происхождение названия
На территории Украины 123 населённых пункта с названием Ивановка.

## Экономика
- Молочно-товарная ферма.